# ثور: أسطورة المطرقة السحرية
ثور: أسطورة المطرقة السحرية (بالآيسلندية: Hetjur Valhallar - Þór)‏ هو فيلم رسوم متحركة كوميدي أمريكي من إنتاج شركة كاوز، أوليسيس وماغما فيلمز وإخراج أوسكار يوناسون، توبي جينكل وجونار كارلسون. صدر الفيلم في 14 أكتوبر 2011 في ريكيافيك.

## ملخص القصة
يعيش الشاب الذي يعمل حداد يدعي «ثور» بسعادة مع والدته العزباء في قرية هادئة. تقول الأسطورة إنه ابن «أودين»، ملك الآلهة. لذلك، يعتقد سكان القرية أن العمالقة المرعبين لن يهاجموهم أبداً. لكنهم مخطئون بشدة. يقوم جيش من العمالقة بتدمير القرية وأخذ سكانها إلى «هيل»، ملكة العالم السفلي. يتعرض «ثور» لإصابة أو ضربة قوية ويتم تركه في مكان ما بعد هذه الإصابة، بينما يواصل الآخرون رحلتهم أو مهمتهم. ينطلق «ثور» لإنقاذ أصدقائه باستخدام المطرقة "ساحقة"، التي تدعي أنها سلاح سحري!

## طاقم العمل
- جوستين جريج بدور ثور
- بول تايلاك بدور الكسارة وهايمدال
- نيكولا كوجلان بدور إيدا
- ليز لويد بدور هيل
- آلان ستانفورد بدور أودين
- إيميت جي. سكانلان بدور سيندري
- جي. درو لوكاس بدور ثريمر
- ماري موراي بدور فريا
- ليزا ثورمان بدور الأم
- غاري هيتزلر بدور الجد
- هيلاري كافناغ بدور الكبر السن

## روابط خارجية
- ثور: أسطورة المطرقة السحرية على موقع IMDb (الإنجليزية)
- ثور: أسطورة المطرقة السحرية على موقع قاعدة بيانات الأفلام العربية
- ثور: أسطورة المطرقة السحرية على موقع ألو سيني (الفرنسية)
- ثور: أسطورة المطرقة السحرية على موقع Turner Classic Movies (الإنجليزية)
- ثور: أسطورة المطرقة السحرية على موقع أول موفي (الإنجليزية)
- ثور: أسطورة المطرقة السحرية على موقع فيلمافينيتي (الإسبانية)
- ثور: أسطورة المطرقة السحرية على موقع قاعدة بيانات الفيلم (الإنجليزية)
- ثور: أسطورة المطرقة السحرية على موقع ليتربوكسد (الإنجليزية)
- ثور: أسطورة المطرقة السحرية على موقع كينوبويسك (الروسية)